# Coiflety

Vlnka coiflet se dvěma nulovými momenty (řádu 1)

Coiflety jsou rodinou ortogonálních vlnek zkonstruovaných matematičkou Ingrid Daubechies. Jsou pojmenovány podle prof. R. Coifmana, který jako první požádal autorku o jejich vytvoření. Konstruují se podobně jako Daubechiesové vlnky a stejně tak nemají explicitní vyjádření. Na rozdíl od nich je však při jejich konstrukci kladen zřetel na maximální počet nulových momentů i v měřítkové funkci. Vlnky jsou symetričtější než vlnky Daubechiesové. Mezi jejich aplikace patří komprese obrazu (včetně jejich různých variant).
Vlastnosti
- asymetrické
- ortogonální, biortogonální
- délka filtrů (počet koeficientů) {\displaystyle N=6K} (řád vlnky {\displaystyle K})
- kompaktní nosič délky {\displaystyle N-1=3p-1=6K-1}
- vlnky {\displaystyle \psi } mají {\displaystyle p=2K=N/3} nulových momentů
- měřítkové funkce {\displaystyle \phi } mají {\displaystyle 2K-1=N/3-1} nulových momentů